# ماریو ابنزا
ماریو ابنزا (انگلیسی: Mario Abenza؛ زادهٔ ۱۹ فوریهٔ ۱۹۹۶) بازیکن فوتبال اهل اسپانیا است.
از باشگاه‌هایی که در آن بازی کرده‌است می‌توان به باشگاه فوتبال آلمریا اشاره کرد.